# Pennsylvanien
Stratigraphie
Mississippien Cisuralien
Permien
Le Pennsylvanien est une époque géologique correspondant au Carbonifère supérieur et s'étendant de 323,2 ±0,4 à 298,9 ± 0,15 millions d'années.

## Description
Il fait suite au Mississippien.
Cette période correspond également au Silésien, une dénomination européenne élargie au Serpukhovien et consécutive au Dinantien.

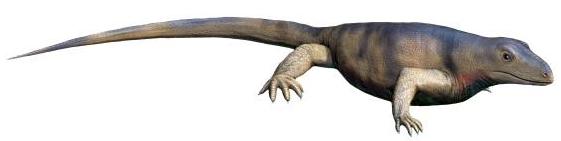
Archaeothyris
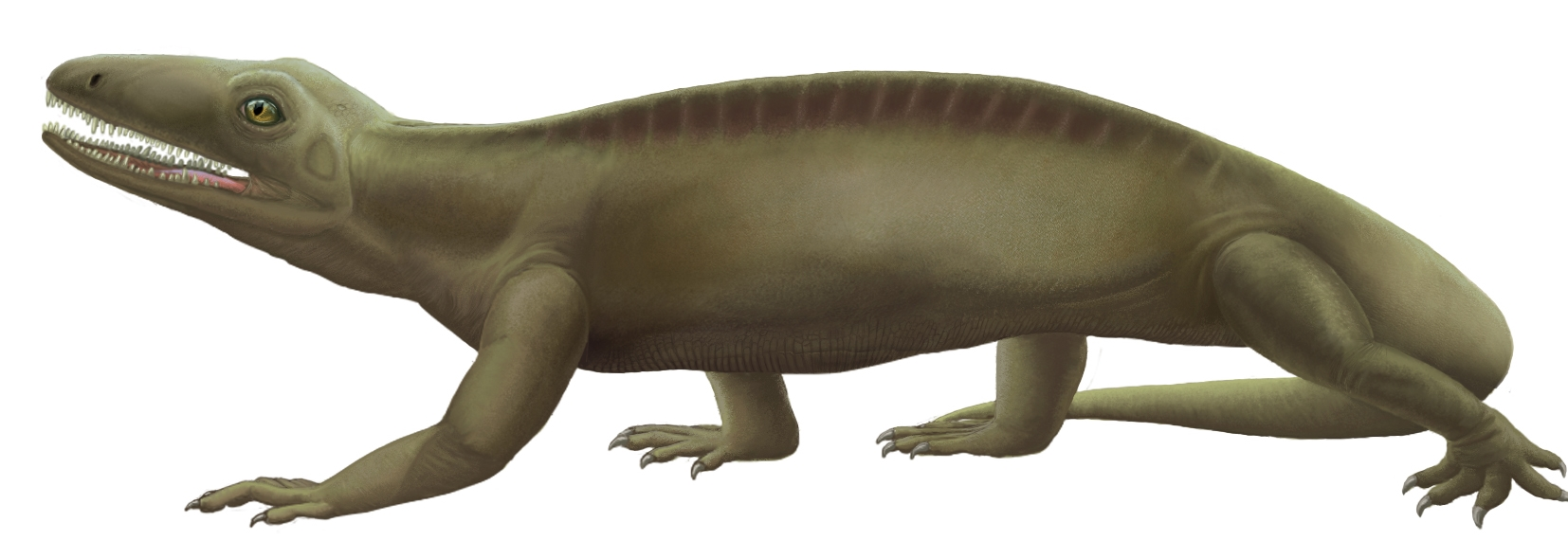
Echinerpeton

Elle est caractérisée par la formation de la Pangée qui élève les montagnes hercyniennes et la présence de vastes forêts tropicales sur de vastes étendues en Amérique du Nord, en Europe, et dans le Nord de la Chine, qui ont laissé d'importants dépôts de charbon.